# Heinrich Köhler (Kaufmann)

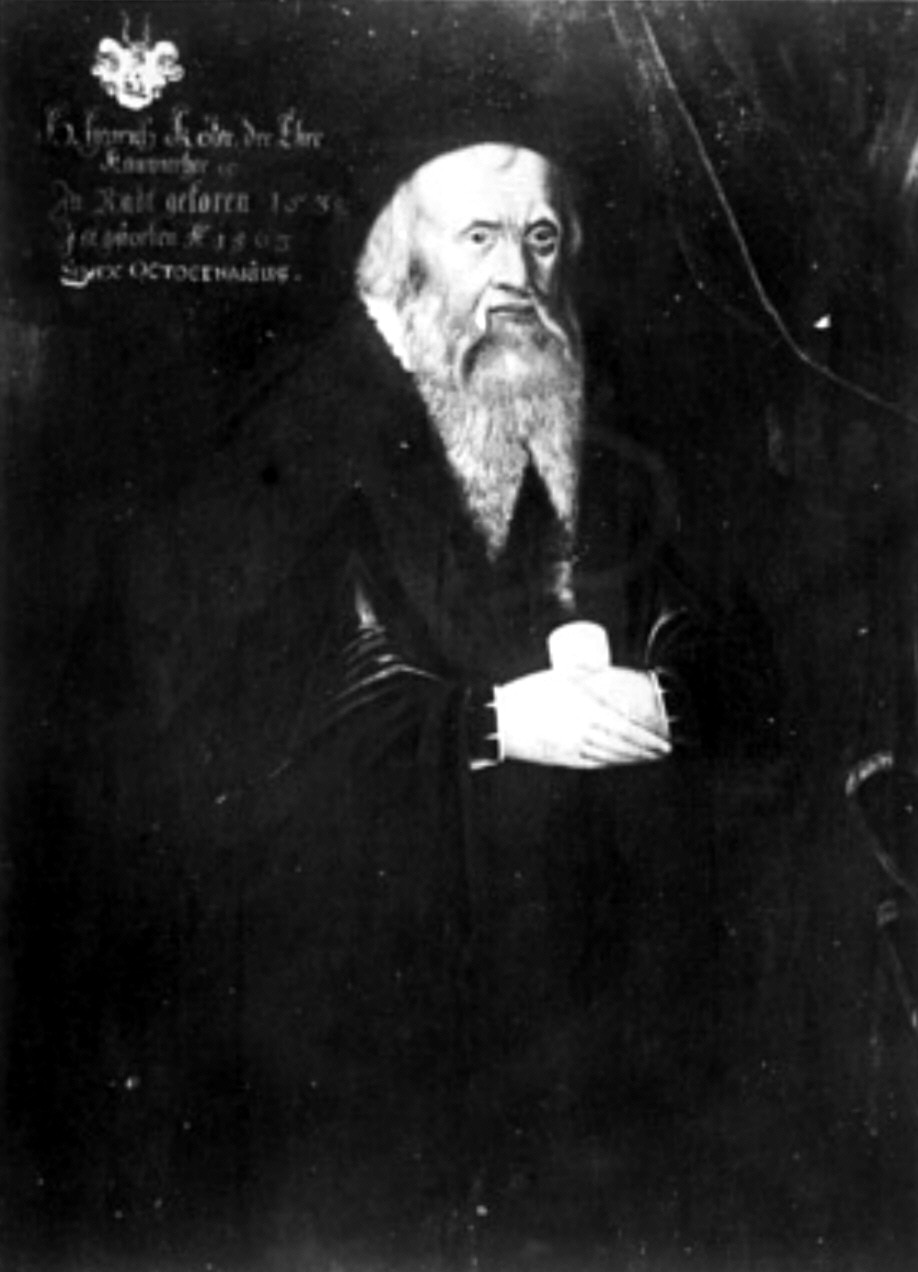
Heinrich Köhler in der Köhlerschen Ahnengalerie

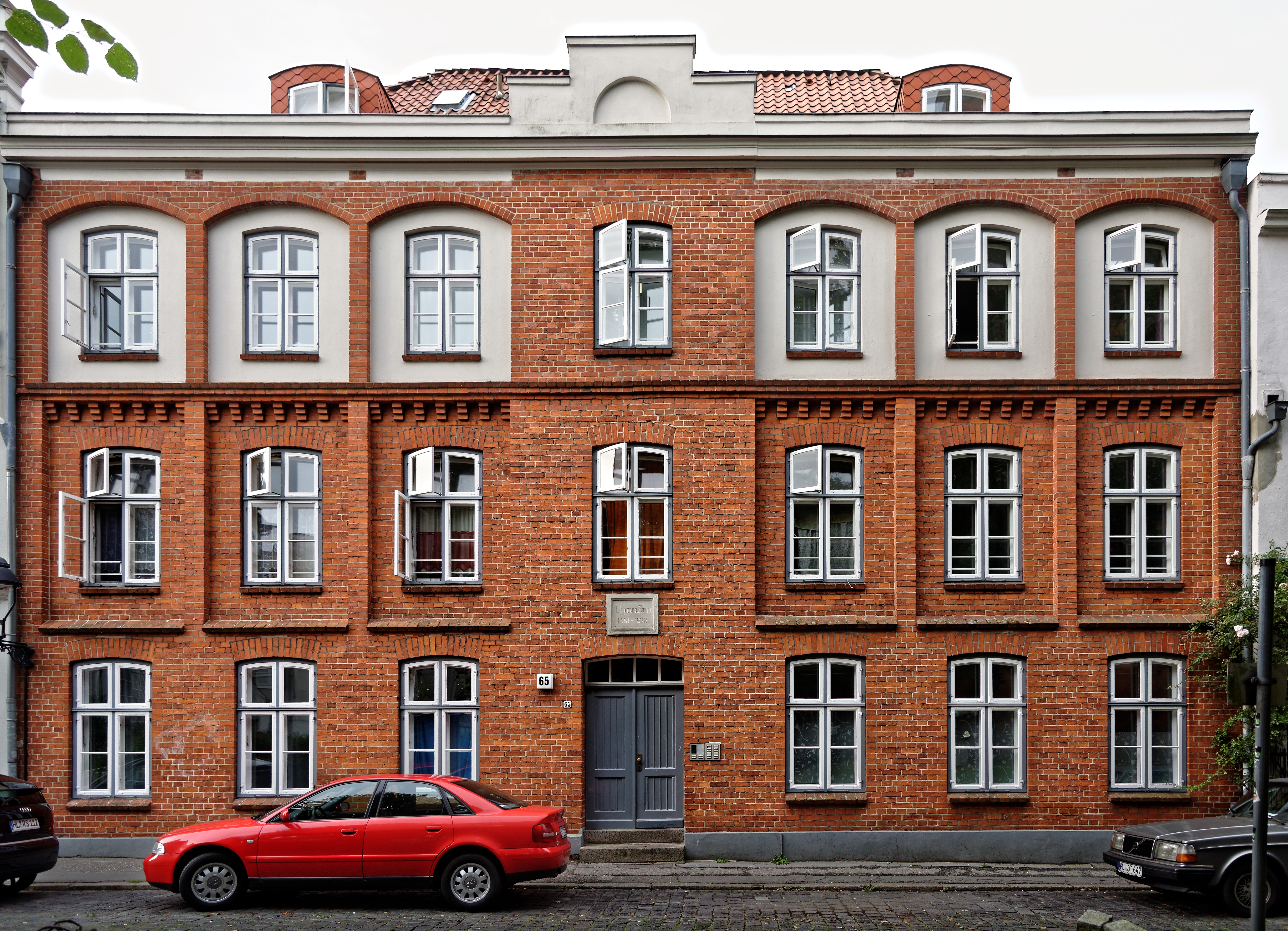
Köhler-Stift

Heinrich Köhler (* 1495 in Stadthagen; † 24. Mai 1563 in Lübeck) war ein Lübecker Kaufmann und Ratsherr.
Heinrich Köhler wurde als Sohn des Bürgermeisters von Stadthagen Johann Köhler geboren. Er wurde 1537 in den Lübecker Rat gewählt und ist für die Jahre 1548–1553 und 1556–1559 als Kämmereiherr nachgewiesen.
Er gründete ein Armenhaus in der Aegidienstraße 65 der Lübecker Altstadt. Dieses wurde straßenseitig 1872 mit einem eklektizistischen Neubau versehen, auf dem Hof befindet sich noch ein Gebäude aus der Zeit um 1700. Das unter Denkmalschutz stehende Köhler-Stift wird seit einem weiteren Umbau 1982 als Studentenwohnheim genutzt.
Sein Epitaph mit Brustbild befand sich in der Lübecker Marienkirche. Er ist der Großvater der Lübecker Bürgermeister Heinrich Köhler und Anton Köhler, letzterer begründete die sog. Köhlersche Ahnengalerie.